# Exochus flavidus
Exochus flavidus är en stekelart som beskrevs av Hellen 1949. Exochus flavidus ingår i släktet Exochus och familjen brokparasitsteklar. Inga underarter finns listade i Catalogue of Life.